# 校對 (生物學)
校對是指DNA複製過程中的錯誤檢測和修正，主要具有此能力的酵素是DNA聚合酶。
- 細菌中所有三種DNA聚合酶（I、II、III）都有3'到5'方向的外切酶活性（與外切酶相同的功能）；
- 真核生物體內則只有參與延長序列（γ、δ與ε）作用的聚合酶有此功能；同樣是具有3'到5'方向的外切酶活性。

## 外部連結
- DNA Proof-Reading and Repair （页面存档备份，存于）